# Неттуно

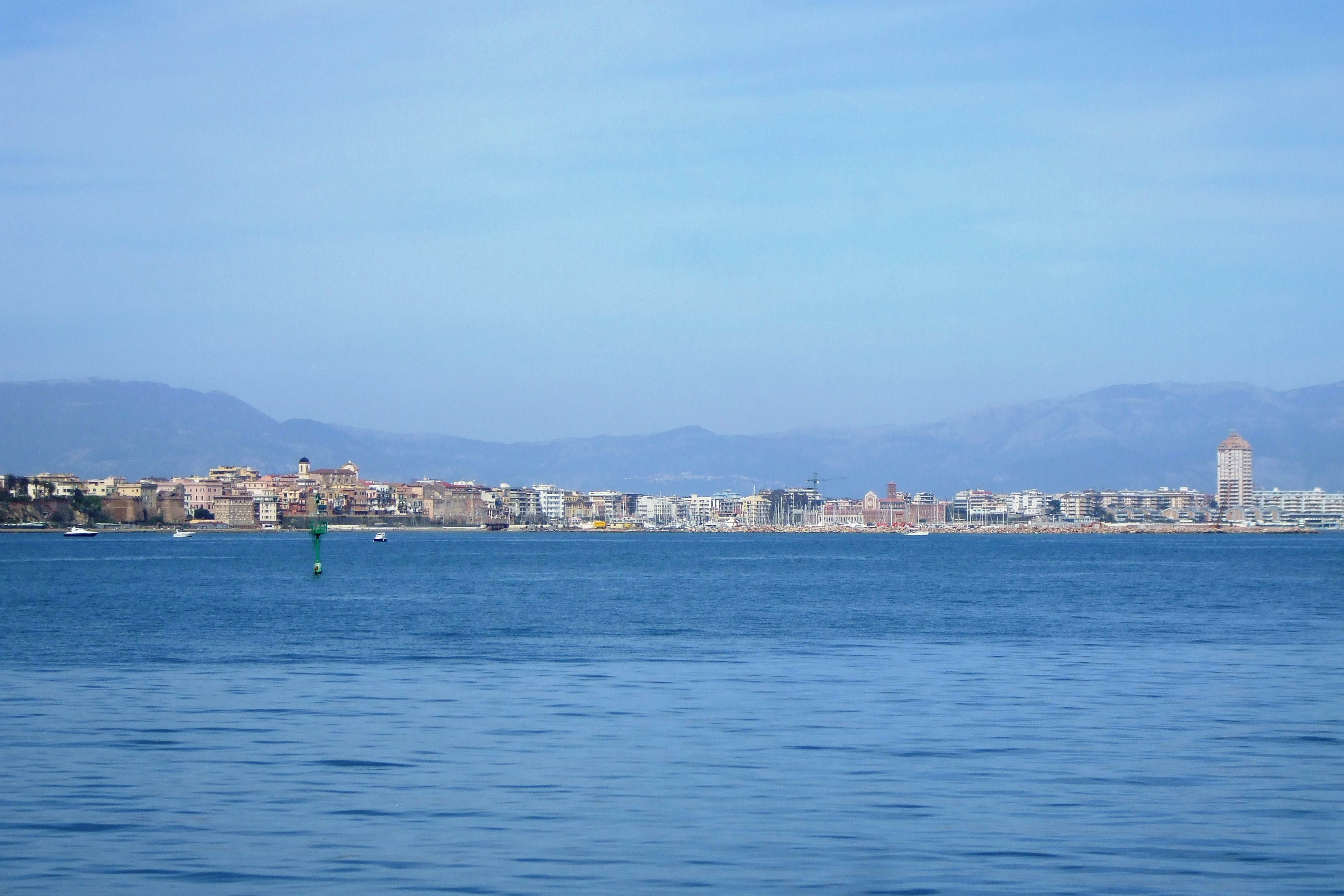

Неттуно (італ. Nettuno) — муніципалітет в Італії, у регіоні Лаціо,  метрополійне місто Рим-Столиця.
Неттуно розташоване на відстані близько 55 км на південь від Рима.
Населення — 48 654 особи (2014).
Покровитель — Madonna delle Grazie - San Rocco.

## Історія
20 липня 1925 року у Неттуно були підписані т. зв. Неттунські конвенції між Італією та Югославією.

## Демографія
Населення за роками:

Станом на 1 січня 2023 року в муніципалітеті офіційно проживало 4778 іноземців з 103 країн, серед них 1877 громадян країн Євросоюзу та 144 громадяни України.

## Клімат
| NETTUNO          | Місяці | Місяці | Місяці | Місяці | Місяці | Місяці | Місяці | Місяці | Місяці | Місяці | Місяці | Місяці | Пора | Пора | Пора | Пора | Рік  |
| NETTUNO          | Січ    | Лют    | Бер    | Кві    | Тра    | Чер    | Лип    | Сер    | Вер    | Жов    | Лис    | Гру    | Зим  | Вес  | Літ  | Осі  | Рік  |
| ---------------- | ------ | ------ | ------ | ------ | ------ | ------ | ------ | ------ | ------ | ------ | ------ | ------ | ---- | ---- | ---- | ---- | ---- |
| Темп. макс. (°C) | 11.8   | 13.3   | 15.8   | 18.6   | 21.7   | 26.0   | 28.4   | 28.3   | 25.8   | 22.5   | 17.1   | 13.7   | 12.9 | 18.7 | 27.6 | 21.8 | 20.3 |
| Темп. мін. (°C)  | 4.3    | 5.2    | 6.3    | 9.0    | 11.9   | 15.7   | 18.4   | 18.2   | 16.3   | 13.1   | 9.1    | 5.9    | 5.1  | 9.1  | 17.4 | 12.8 | 11.1 |

## Уродженці
- Бруно Конті (*1955) — відомий у минулому італійський футболіст, фланговий півзахисник, згодом — футбольний тренер.

## Сусідні муніципалітети
- Анціо
- Апрілія
- Латина